# Souji Okita
Okita Sōji (沖田 総司) (1842 ou 1844 - 19 de julho de 1868) foi o capitão da primeira unidade do Shinsengumi uma força policial especial de Quioto durante o período Bakumatsu. Ele foi um dos melhores espadachins do Shinsengumi, junto com Hajime Saitou e Nagakura Shinpachi.

## Origens
Ele nasceu como Okita Sōjirō Fujiwara no Harumasa (沖田宗次郎藤原春政) em 1842 ou 1844 em uma família de samurais na mansão Edo no Domínio de Shirakawa. Seu bisavô foi Okita Kan'emon (m. 1819) e seu avô era Okita Sanshiro (m. 1833.) Seu pai, Okita Katsujiro, morreu em 1845, ele tinha duas irmãs mais velhas, Okita Mitsu (1833-1907) e Okita Kin (1836-1908). Em 1846, a fim de se casar com o filho adotivo da família Okita, Okita Rintarō (1826-1883), sua irmã mais velha Okita Mitsu se tornou uma filha adotiva pelo nome de Kondo Shusuke. Ele foi o terceiro dono do Tennen Rishin-ryū e Okita começou a treinar no Shieikan com ele em torno dos nove anos de idade. Nessa época, Kondo Shusuke já havia adotado Shimazaki Katsuta (mais tarde Kondō Isami), mas Hijikata Toshizō ainda não tinha se matriculado na escola Tennen Rishin-ryū. Okita provou ser um prodígio, ele dominava todas as técnicas e alcançou o Menkyo Kaiden (licença de transmissão total) no ryu, com cerca de dezoito anos de idade.
Em 1861, Okita tornou-se treinador principal (Jukutou) do Shieikan. Mesmo que ele fosse muitas vezes citado como honesto, educado e bem-humorado por aqueles ao seu redor, ele também era conhecido por ser um professor rigoroso e irascível aos seus alunos.
Morreu em 19 de julho de 1868, vítima de tuberculose.

## Na ficção
Serviu de inspiração para o personagem Soujirou Seta, no mangá e anime Rurouni Kenshin. Curiosamente, o próprio Souji também é usado brevemente nos dois.
Também aparece nos animes Peacemaker Kurogane, Bakumatsu Kikansetsu Irohanihoheto, Hakuouki Shinsengumi Kitan, Gintama e Inazuma Eleven Go Chrono Stone. E um fato curioso é que a Tsuba da Katana de Okita nos animes, Peacemaker Kurogane e Bakumatsu Kikansetsu Irohanihoheto são praticamente idênticas. Também aparece em Shura no Toki-Age of chaos   como desafiante de Mutsu Izumi, descendente de Mutsu Yakumo.
No jogo Rurouni Kenshin: Enjou! Kyoto Rinne, Souji aparece no templo como opção de luta.  Aparece como uma serva de classe Saber no jogo de celular Fate/Grand Order, tendo uma relação de amizade com Oda Nobunaga.
Okita também aparece como um personagem importante em Record Of Ragnarok, Como um dos 13 representantes da humanidade. A sua luta é contra o deus Susano'o.